# Roddsump

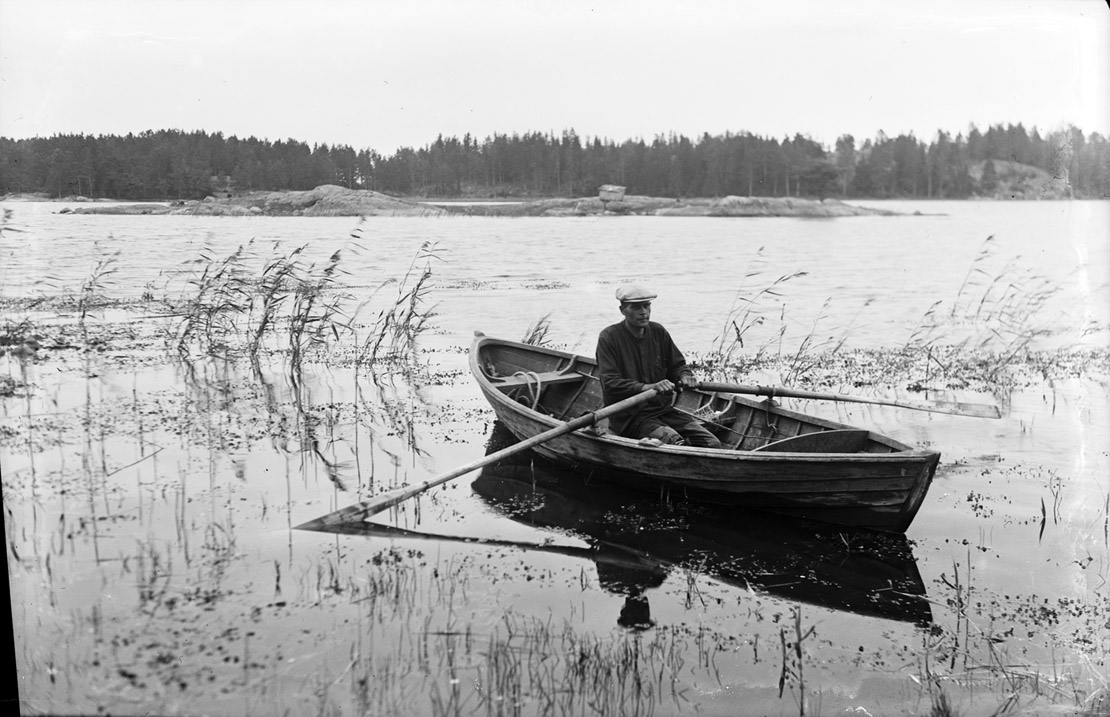
Roddsump från Valmo, Nagu i Finland, 1932

Roddsump är en bruksbåt för fiske i fiske i skärgårdsvatten och andra skyddade vattenområden. 
Roddsumpen är en 4-6 meter lång spetsgattad roddbåt för en eller två par åror, och eventuellt också för segel. Den har en inbyggd sump i aktern, eventuellt uppdelad i en större och en mindre. 
Roddsump kallas i Åland också ryssjejulle.